# Oreophryne nana
Oreophryne nana is een pas recent beschreven kikker uit de familie smalbekkikkers (Microhylidae). De soort werd voor het eerst wetenschappelijk beschreven door Walter Brown en Angel Alcala in 1967.

## Verspreiding en habitat
De soort komt voor in Azië en leeft endemisch op het Filipijnse eiland Camiguin. Dit nachtdier komt voor in de bomen van regenwouden op een hoogte van 600 tot 1000 meter boven zeeniveau.

## Algemeen
Oreophryne nana is zo'n 17 tot 20 millimeter lang en daarmee iets kleiner dan Oreophryne anulata. Over de status van de soort is nog niet genoeg bekend, maar vanwege de terugloop van de habitat staat het voortbestaan vermoedelijk onder druk. Vermoed wordt dat de kikker geen oppervlaktewater nodig heeft voor de voortplanting en dat de larvale ontwikkeling zich volledig voltrekt in het ei.